# Universidad Seattle Pacific
La Universidad Seattle Pacific (en inglés: Seattle Pacific University, SPU) es una universidad privada cristiana de Seattle, Washington. Fue fundada en 1891, en conjunción con la Conferencia de Oregón y Washington de la Iglesia Metodista Libre como Seattle Seminary. Se convirtió en Seattle Seminary and College en 1913, adoptando el nombre de Seattle Pacific College en 1915. Tomó su actual nombre en 1977. La Universidad Seattle Pacific es miembro del Consorcio de Universidades Cristianas de Estados Unidos.

## Historia
En 1891 la Iglesia Metodista Libre fundó el llamado Seminario Seattle para capacitar a jóvenes misioneros para el servicio en el exterior. Como escuela, se desarrolló a partir de un seminario de la Iglesia Metodista Libre. Su nombre ha cambiado con el tiempo para estar acorde con los tiempos. De manera resumida podemos ver su historia:
- 1891 – Se funda Seattle Seminary
- 1913 – Cambia su nombre por el de Seattle Seminary and College
- 1915 – Cambia nuevamente a Seattle Pacific College/Seattle Pacific Christian College
- 1977 – Se transforma en Universidad Seattle Pacific

El 5 de junio de 2014, hubo un tiroteo en el edificio Otto Miller Hall : un estudiante resultó muerto y otros dos resultaron heridos. El sospechoso no tenía ninguna conexión con la universidad. El hombre fue detenido por un estudiante, que usó un spray de pimienta. El joven recibió la Medalla de Honor de la institución en 2015.

## Estudios académicos

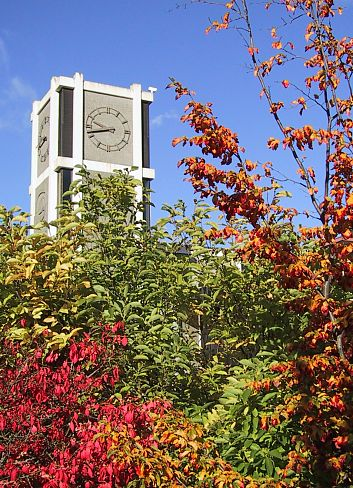
La SPU Clock Tower

La universidad cuenta con cinco escuelas y un college:
- College of Arts and Sciences
- School of Business, Government, and Economics
- School of Education
- School of Health Sciences
- School of Psychology, Family and Community
- School of Theology

La Universidad Seattle Pacific ha sido claificada en el número 151 del Informe Mundial sobre Mejores Universidades. Su labor es destacada junto a otras instituciones educativas del Estado de Washington, como la Universidad de Washington y la Universidad Estatal de Washington.

### Programas
SPU ofrece varios programas de educación general; alguno gira en torno a los Grandes libros o sobre temas y Proyectos variados. Junto con clases de literatura, el plan de estudios incluye clases de fe. La carga de trabajo en general es muy riguroso. No hay ninguna actividad programada para el otoño de su tercer año, con el fin de dar a los estudiantes la oportunidad de estudiar en el extranjero.

### Estudiantes
(Las estadísticas se basan en datos de otoño de 2018)
- Total alumnado: 3,688 
  - Estudiantes de pregrado: 2,876
  - Estudiantes poslicenciatura: 24
  - Estudiantes de Posgrado: 788
  - Educación Continua: 4,297 (2017-2018)[10]

### Tamaño de la clase
- El 80 por ciento del trimestre de otoño de 2018 en las clases de pregrado había una matrícula de 30 alumnos o menos.
- Proporción de estudiantes-Facultad 13:1 (Basado en datos de conjunto).[10]

## Campus

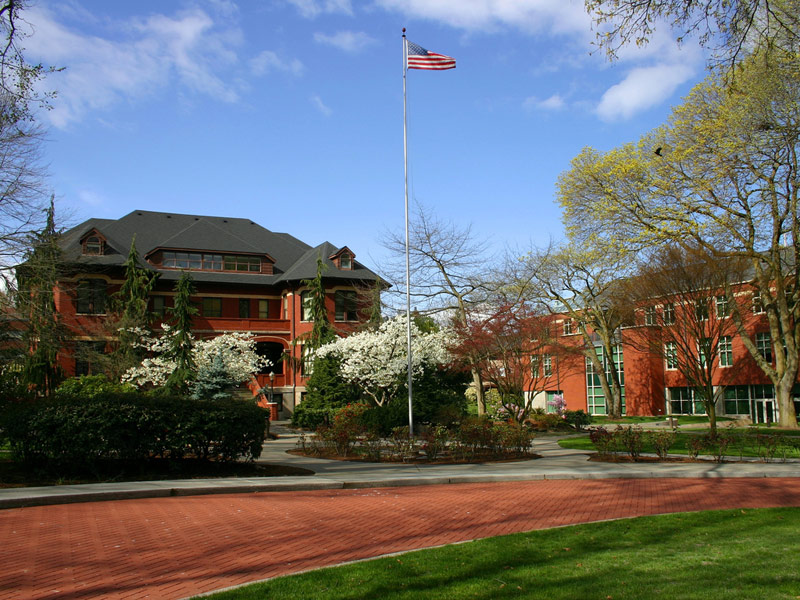
SPU Tiffany Bucle

La universidad tiene un campus de 43 acres en el extremo norte de Queen Anne Hill, cerca de Fremont, barriada a unas cuatro millas al norte de Seattle. EPD también es propietaria de dos campus satélites: uno especializado en biología en Isla Blakely, en las Islas San Juan y el Campamento Casey, una antigua fortificación reutilizada como centro de reuniones y de retiro en Whidbey Island. Entre los edificios del campus de Seattle destacan los siguientes:

### Alexander Hall

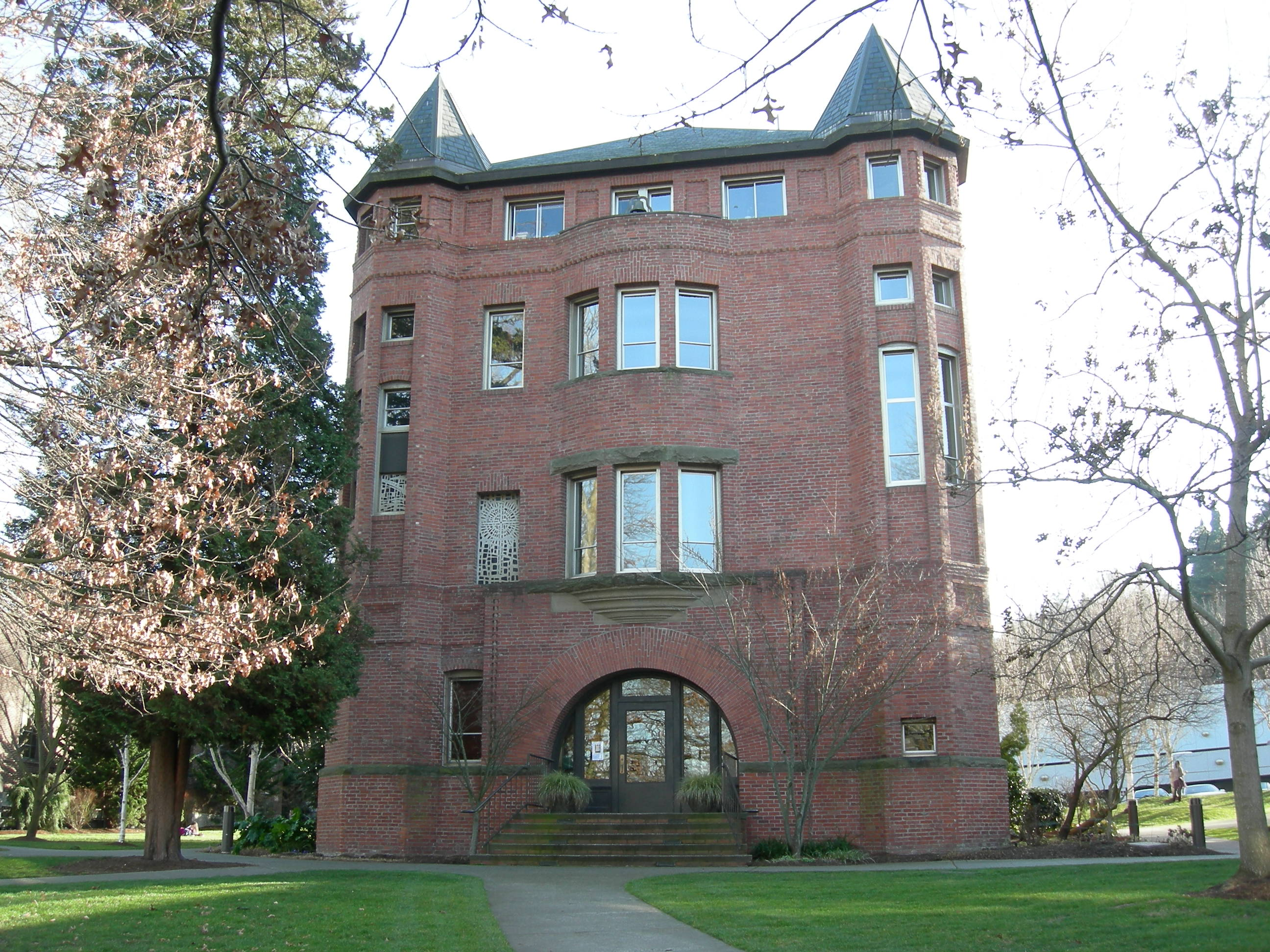
Alexander Hall

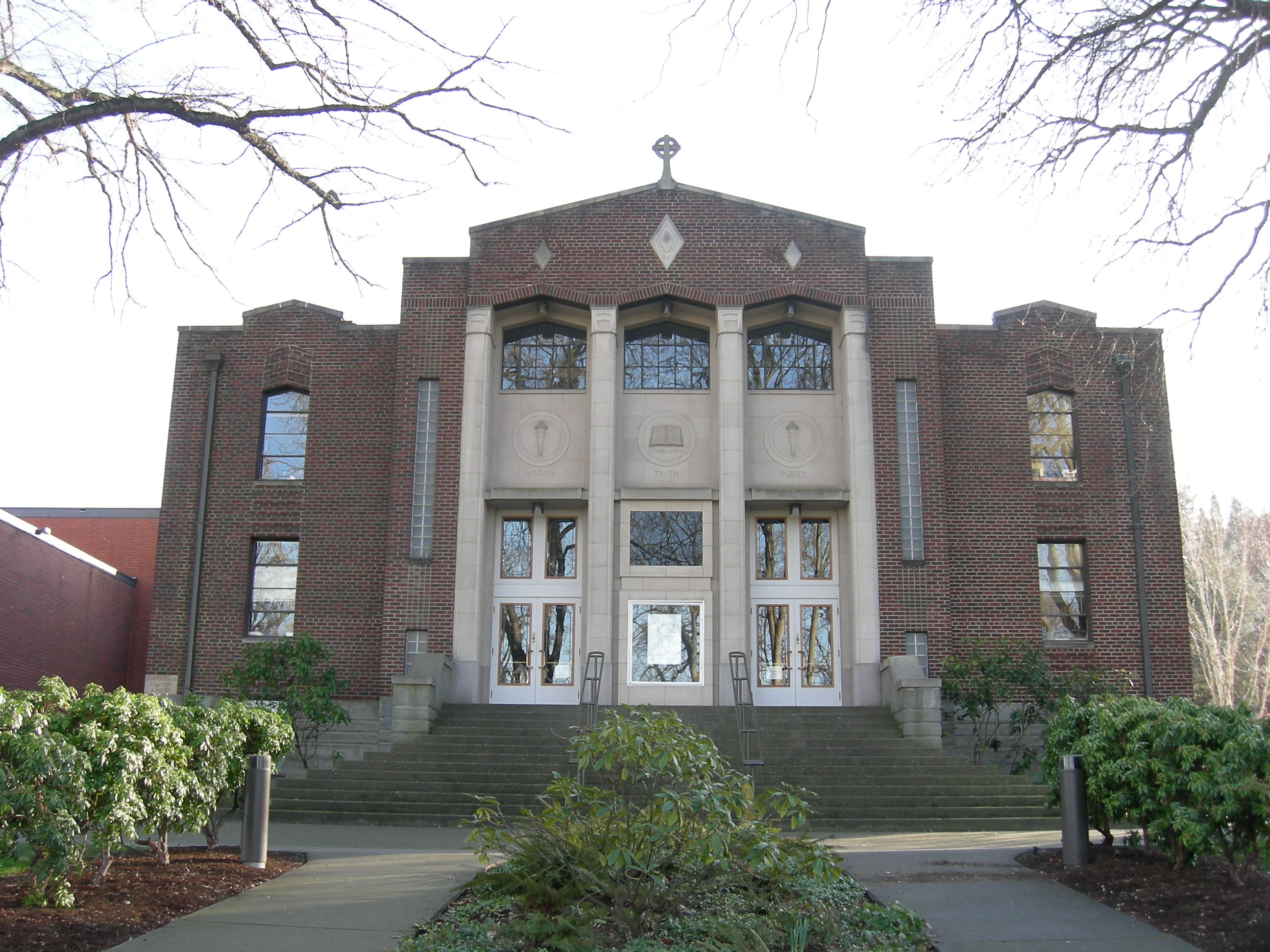
McKinley Theater

Llamado así en honor del primer rector de la universidad, Alexander Beers, es el edificio que alberga la Escuela de Teología. También se encuentran en el edificio los departamentos de Sociología e Historia. Alexander Hall es el edificio más antiguo en el campus.

### Demaray Hall/Clocktower
Demaray es el edificio central. En él se encuentran numerosas aulas, así como la secretaría, el departamento de servicios académicos y financieros, las oficinas administrativas, incluyendo los despachos del rector. El edificio lleva el nombre de Calvin Dorr Demaray, presidente de la EPD desde 1959 hasta 1968 y pastor de la Primera Iglesia Metodista Libre, de 1948 a 1959. Enfrente se halla el edificio llamado Clocktower, entregado a la Universidad en 1966. En él se muestra un bajorrelieve escultura diseñada por el profesor de Arte Ernst Schwidder y titulado "La Ciencia, la Religión y las Humanidades".

### Biblioteca Ames

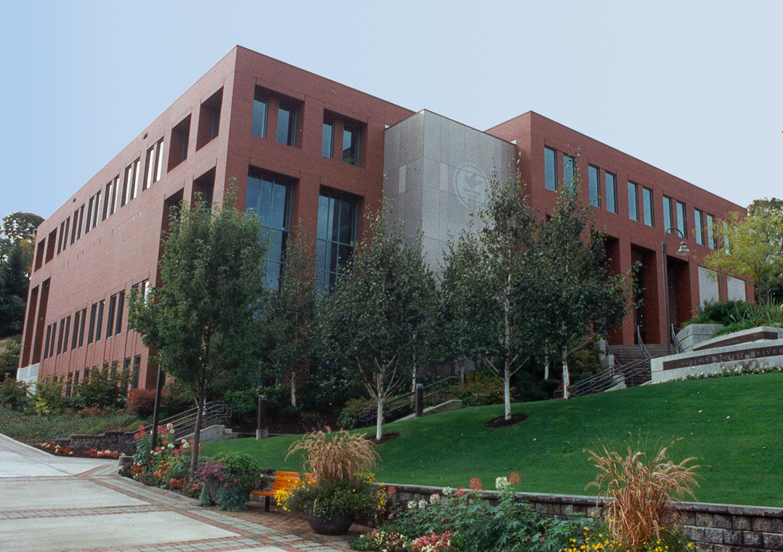
Ames Library

La Biblioteca Ames se terminó en 1994. Contiene más de 250.000 volúmenes y 1.300 publicaciones periódicas, fondos que crecen a un ritmo de 6.000 nuevos títulos al año. Los estudiantes y profesores tienen acceso a más de 30 millones de artículos en el consorcio digital de bibliotecas de los estados de Washington y Oregón, incluyendo la Universidad de Washington. Además la comunidad educativa tiene acceso a bases de datos como JSTOR, ProQuest Direct, EBSCOHost y otros. El acceso está disponible dentro y fuera del campus.

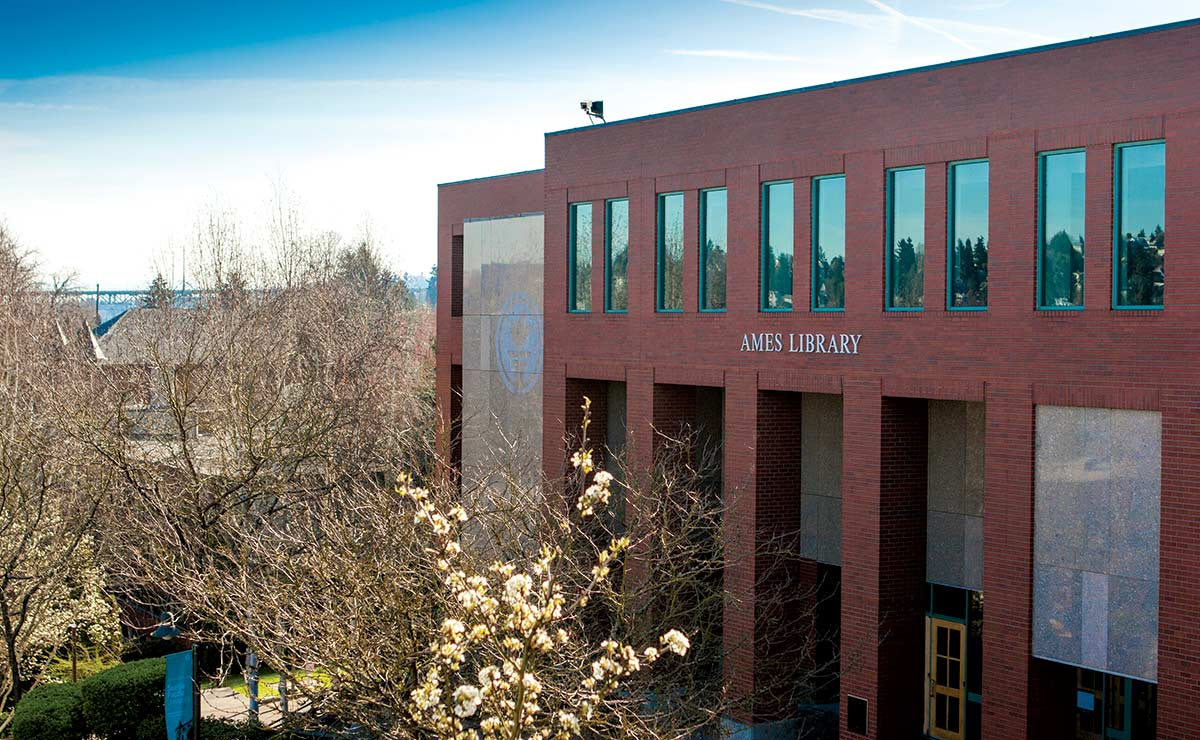
Biblioteca Ames (vista desde la parte superior del Campus)

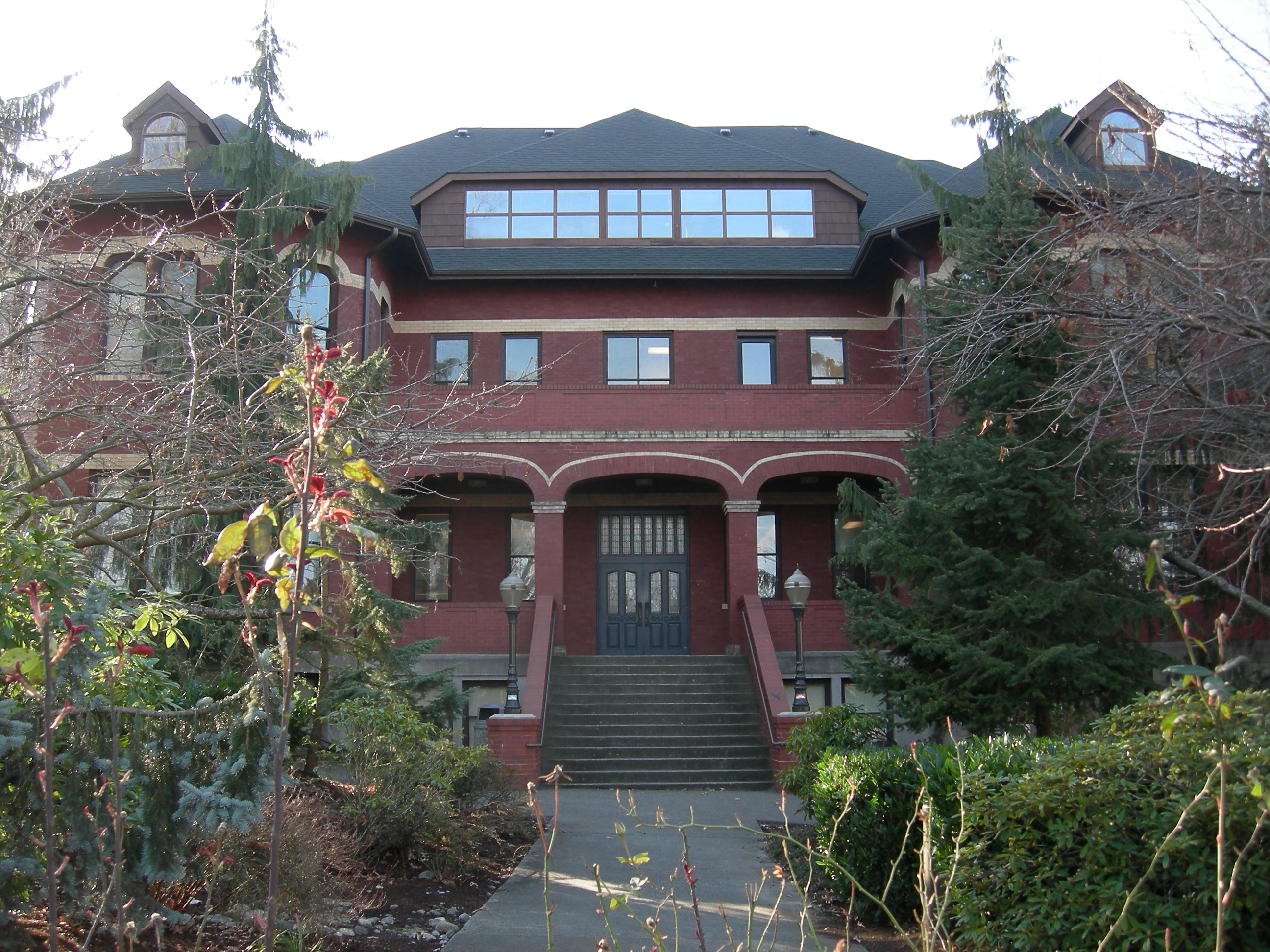
Peterson Hall

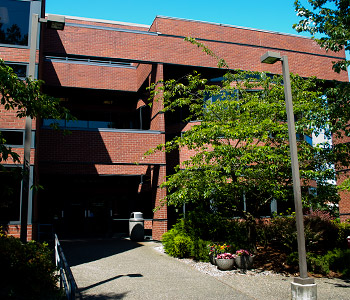
McKenna Hall

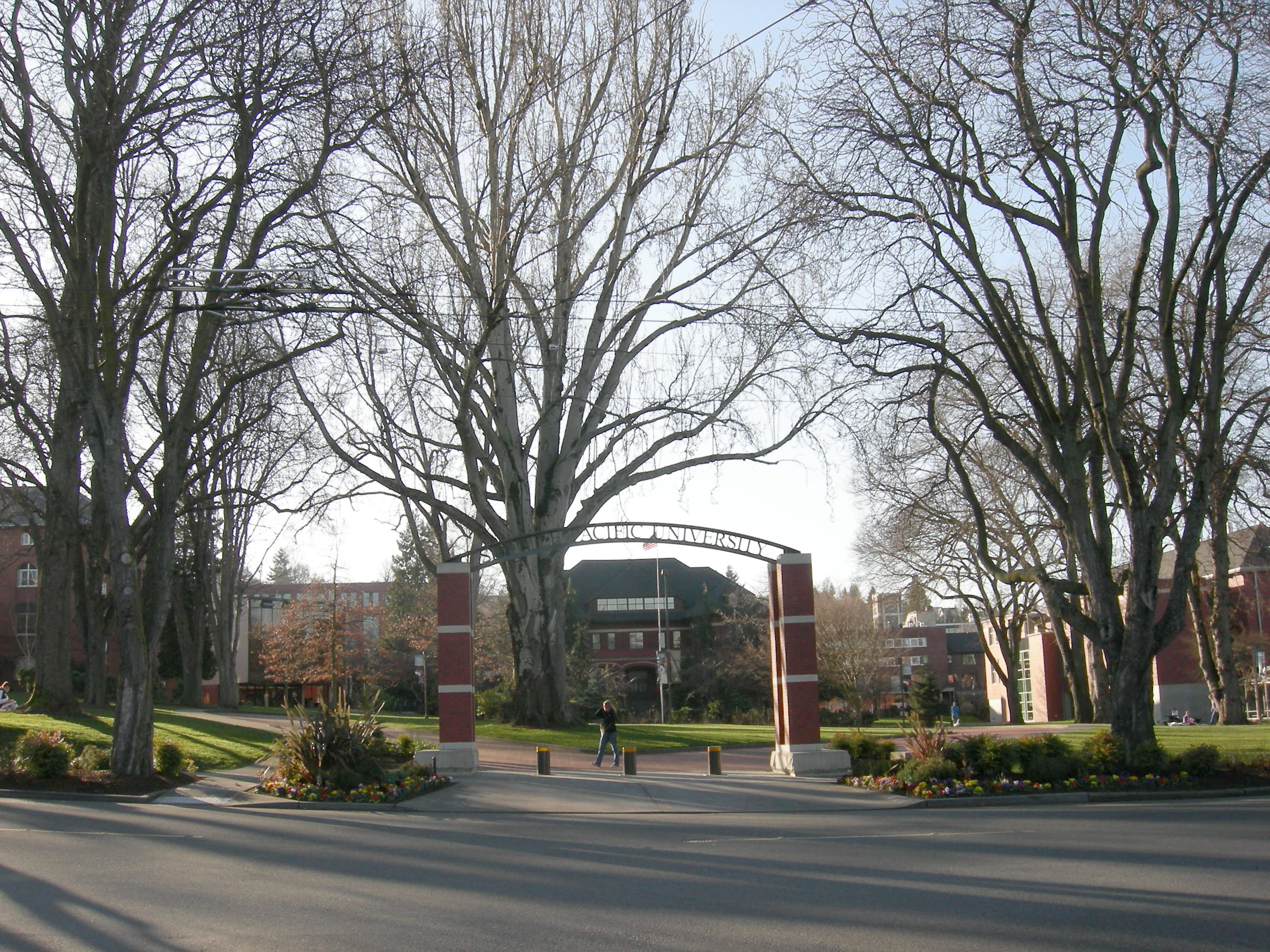
SPU Main Gate

## Alumnos egresados
- Timothy Beal, profesor de la Case Western Reserve University, escritor.
- Ken Bone, entrenador de baloncesto del Washington State University.
- Jim Cornelison, jugador de baloncesto del Chicago Blackhawks.[15]
- Jake DeShazer, misionero en Japón, Doolittle Raid.
- Gordon Fee, profesor y teólogo.
- Andrew Foster, medalla de la institución en 1982.
- Robert A. Funk, empresario.
- Gaylord T. Gunhus, militar.
- Marcus Hahnemann, jugador de fútbol.
- Doris Brown Heritage, atleta.
- Joseph Kearney, entrenador.
- William L. Lane, teólogo.
- Gayle Moran, músico.
- Rodger Nishioka, profesor.
- Eugene H. Peterson, teólogo.
- Dan Price, empresario.
- Jeff Probst, presentador de televisión.
- Lee Dong-jun, jugador de baloncesto.[16][17]
- Jean Stothert, alcalde de Omaha (Nebraska).
- Larry Wall, programador, creador de Perl.
- David T. Wong, químico, descubridor de la fluoxetina.
- Phil Zevenbergen, jugador de baloncesto.
- Conrad Lee, alcalde de  Bellevue (Washington).
- Chad Forcier, segundo entrenador del San Antonio Spurs.
- Jason Farrell, jugador de fútbol.
- Esther Snyder, empresario, fundador de In-N-Out Burger.
- Jerry Brown, empresario, cofundador de Cetera.